# Порт-Вайнімі
Порт-Вайнімі (англ. Port Hueneme) — місто (англ. city) в США, в окрузі Вентура штату Каліфорнія. Населення — 21 954 особи (2020).

## Географія
Порт-Вайнімі розташований за координатами 34°9′44″ пн. ш. 119°12′15″ зх. д. / 34.16222° пн. ш. 119.20417° зх. д. (34.162143, -119.204177).  За даними Бюро перепису населення США в 2010 році місто мало площу 12,10 км², з яких 11,53 км² — суходіл та 0,57 км² — водойми.

## Демографія
Згідно з переписом 2010 року, у місті мешкали 21 723 особи в 7080 домогосподарствах у складі 4828 родин. Густота населення становила 1796 осіб/км².  Було 8131 помешкання (672/км²).
Расовий склад населення:
| - 56,9 % — білих - 6,0 % — азіатів - 5,1 % — чорних або афроамериканців - 1,4 % — корінних американців - 0,5 % — вихідців з тихоокеанських островів - 24,0 % — осіб інших рас |

До двох чи більше рас належало 6,1 %. Частка іспаномовних становила 52,3 % від усіх жителів.
За віковим діапазоном населення розподілялося таким чином: 26,6 % — особи молодші 18 років, 62,4 % — особи у віці 18—64 років, 11,0 % — особи у віці 65 років та старші. Медіана віку мешканця становила 31,3 року. На 100 осіб жіночої статі у місті припадало 103,2 чоловіків;  на 100 жінок у віці від 18 років та старших — 101,1 чоловіків також старших 18 років.
Середній дохід на одне домашнє господарство  становив 69 051 долар США (медіана — 57 848), а середній дохід на одну сім'ю — 74 658 доларів (медіана — 62 024). Медіана доходів становила 40 400 доларів для чоловіків та 36 843 долари для жінок. За межею бідності перебувало 15,0 % осіб, у тому числі 18,3 % дітей у віці до 18 років та 12,4 % осіб у віці 65 років та старших.
Цивільне працевлаштоване населення становило 9380 осіб. Основні галузі зайнятості: освіта, охорона здоров'я та соціальна допомога — 17,1 %, роздрібна торгівля — 15,5 %, науковці, спеціалісти, менеджери — 10,5 %, мистецтво, розваги та відпочинок — 9,8 %.